# Fauces

Fauces, onder nummer 1

Een fauces was een smalle gang in een Romeins huis. Het was een gang naar het atrium. Dit was meestal aan de voorkant van het huis, als je binnenkwam. Dit was ook de plaats waar de waakhond lag.